# José Coelho de Souza
José Coelho de Souza (Meruoca, alegadamente em 10 de março de 1884 – Sena Madureira, 24 de agosto de 2017) era um ex-seringueiro que vivia nas proximidades da cidade de Sena Madureira, Acre. Ele era alegadamente o homem mais velho do mundo, tendo supostamente nascido em 10 de março de 1884 e tendo supostamente 133 anos quando morreu. Se a idade estivesse correta, José também bateria o recorde de pai mais velho da história (101 anos). A pessoa mais velha aceita pelo Guinness World Records é Jeanne Calment, que viveu até os 122 anos.